# Вернигора, Вернидуб і Крутоус

Котигорошко, Вернигора, Вернидуб і Крутоус

Вернигора, Вернидуб і Крутоус — три богатирі -велетні слов'янських народних казок.

## Походження
Прототипами богатирів у слов'янській міфології стали хтонічні істоти, що уособлювали собою руйнівні сили різних стихій — землі, вогню, води. У казках, як правило, супроводжують головного героя, своєю силою іноді заважаючи йому, іноді допомагаючи. І в міфах, і в казках завжди діють утрьох. Пізніше герої «відбилися» в образах трьох епічних богатирів — Іллі Муромця, Добрині Микитича, Олешка Поповича.

## Імена та заняття
Вернигора (в інших варіантах — Горинич, Гориня, Вертогор, Горник, Рівногор-богатир, Горокат; у поляків — Waligóra, у словаків — Kolovlad). Завдяки своїй силі «на мізинці гору качає, гори згортає».
Вернидуб (в інших варіантах — Дубинеч, Вертодуб, Дубиня, Великодуб, Валідуб, Дубник, Дубовик, Дубиня, Дугиня; у словаків і чехів — чеськ. і словац. Valibuk, Lomidrevo; у поляків — Wyrwidąb) — лісовий велетень, що уособлює землю і підземне («пекельне») царство. Свою силу виявляє в тому, що «Дуб'я верстає: який дуб високий, той у землю пхає, а який низький, із землі тягне».
Крутоус (в інших варіантах — Крутивус, Вернивода, Усинець, Усинка, Вусиня, Усинич, Крутіус) — уособлення сили води. Спроможний перегородити річку своїми могутніми плечима, яке вуса служать переправою: «одним вусом річку запрудив, а вусами, немов мостом, піші йдуть, кінні скачуть, обози їдуть».
У казках вони виступають поруч із головним героєм, який має риси рослинного (Котигорошко) або тварини (Ведмедко-богатир) світу.

## У мультфільмах
- «Валидуб» — радянський мультфільм студії «Союзмультфільм» 1952 року за чеським фольклорним варіантом Дубині
- «Котигорошко» — радянський мультфільм, випущений у 1970 році кіностудією «Київнаукфільм».
- «Чарівний горох» — український мультфільм, випущений 2008 року кіностудією «Укранімафільм».
- «Пригоди Котигорошка та його друзів» — український міні-серіал, випущений у 2014 році кіностудією «Укранімафільм».
- «Три богатирі. Хід конем» (2015), російський мультфільм, режисер — Костянтин Феоктистів. Усинею у мультфільмі звуть пірата.